# أكوس تاكاس
أكوس تاكاس (بالمجرية: Takács Ákos)‏ هو لاعب كرة قدم مجري، ولد في 14 فبراير 1982 في بودابست في المجر. شارك مع منتخب المجر لكرة القدم. أما مع النوادي، فقد لعب مع غيور تورنا أوزتالي ونادي بودابست هونفيد ونادي فاساس ونادي فايله ونادي فيرينتسفاروشي.

## وصلات خارجية
- أكوس تاكاس على موقع قاعدة بيانات كرة القدم.إي يو (الإنجليزية)
- أكوس تاكاس على موقع Soccerbase.com (لاعب) (الإنجليزية)